# Mary Howe
Mary Howe (nascuda com a Mary Clarise; Richmond (Virgínia), 4 d'abril de 1882-Washington, Districte de Colúmbia, 14 de setembre de 1964) va ser una compositora i pianista estatunidencs, reconeguda com a "patrona de la música" a Washington D. C.

## Biografia

### Formació musical
Filla d'una família privilegiada per aquella època, el seu pare, Calderon Carlisle, va ser un famós advocat. Això va fer que la compositora rebés una educació privada que incloïa classes de piano, típic de les senyoretes del moment. Mary Howe va viure la major part de la seva vida a Washington. Va començar els estudis musicals amb classes particulars de piano del professor Herminie Seron. A l'edat de 18 anys, ja feia concerts privats i també es va convertir en alumna d'Ernest Hutcheson i d'Harold Randolph al Conservatori Peabody Institute, Maryland. Allà, va assistir a les classes de composició de Gustav Strube.

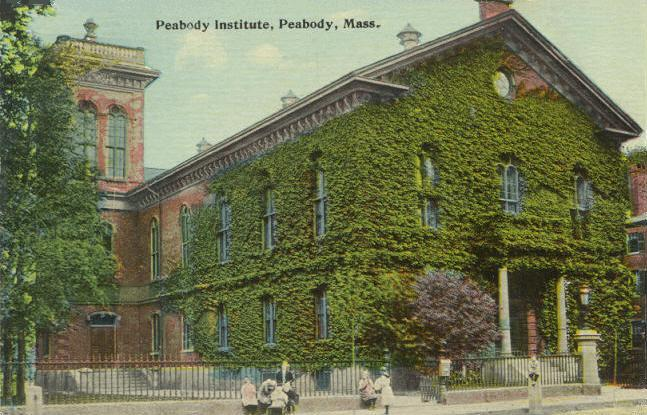
Peabody Institute

Malauradament, el 1901, va morir el seu pare. Al 1904, va viatjar quatre mesos a Dresden per rebre classes del professor Richard Burmeister. El 1912, es va casar amb l'advocat Welter Bruce Howe, i aquest fet li va permetre tenir un estil de vida confortable. Les seves primeres actuacions van ser de duo pianístic amb la seva amiga i també compositora, Anne Hull, i daten d'entre els anys 1920 i 1935. Una de les seves actuacions més destacades és el "Concert per a dos pianos" de Mozart. Va ser en aquesta època, quan va decidir començar a compondre. El 1922, quant ja tenia 40 anys, aleshores mare de tres fills, va acabar els estudis al conservatori i va rebre el títol de Composició.

### Vida com a compositora
Les seves composicions tenien trets neoromàntics, tot i que la compositora també tenia una ment oberta per al modernisme. Les seves primeres composicions eren gairebé exclusivament per a piano. Tanmateix, va començar a interessar-se pels temes de la natura i els temes nord-americans, algunes de les obres orquestrals més famoses són Sand, Stars, Rock, Three Pieces after Emily Dickinson i Chain Gang Song (per a orquestra i cor).
Igual que Bach, per aprendre la música dels grans compositors, Mary Howe va copiar i arranjar diferents peces d'aquest compositor. I el 1923 va compondre l'Andante and Scherzo per a quintet de piano, que posteriorment va interpretar transcrit a dos pianos per al seu debut a Nova York. Va tenir amistat amb la pianista i compositora Amy Beach i les dues van ser membres de la Society of American Composers. I el 1925, van estrenar una suite de Beach per a dos pianos.
La seva primera gran obra va ser Chain Gang Song per a cor i orquestra, estrenada el 1925 al Worcester Festival per l'Orquestra Filhàrmonica de Nova York. Aquesta obra va ser especialment elogiada per la seva manca de feminitat. L'any següent, el director George Barrere li va demanar unes obres orquestrals i li va suggerir que comencés orquestrant algunes de les seves peces per piano. I així va ser, Mary Howe va decidir orquestrar la peça Star.
Al 1933, va estudiar a París amb la influent professora Nadia Boulanger, la qual va tenir d'alumnes grans compositors del segle xx, com Aaron Copland o Philip Glass.

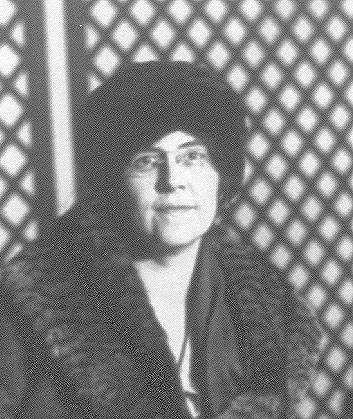
Nadia Boulanger

Mary Howe també va tenir una gran passió per cantar; el 1939 va tenir lloc un recital de les seves cançons a Washington on ella formava part dels cantants. També va fer un quartet anomenat The howes and Mary, format pels seus tres fills i ella. A l'autora també li agradava la poesia, per la qual cosa va compondre una peça per a quartet titulada Three pieces after Emily Dickinson (poeta estatunidenca).
Durant la Segona Guerra mundial, la compositora va donar suport a les forces americanes component diverses obres que incloïen textos de William Blake: en destaca l'obra Profecy 1972. El 1952, la Washington National Orchestra va fer un concert de les seves obres. El seu marit va morir el 1954 i l'any següent va viatjar a Viena on feien un concert en què tocaven dues de les seves obres: Star i Sand. I es va produir l'estrena de l'obra titulada Rock.
Finalment, va morir l'any 1964 a Washington, a l'edat de 82 anys.

### Important paper cultural
Va ser una compositora coneguda a Washington, on va fer un important paper cultural. Amb al seu marit i altres persones, va fundar la National Symphony Orchestra of Washington, de què va formar part de la junta de directors. Amb l'orquestra, van tocar alguna de les seves obres, com Castellana, per a dos pianos i orquestra, basada en quatre cançons espanyoles. El seu pare era escocès i espanyol, per la qual cosa li va ensenyar les cançons en l'etapa de la infantesa. I també van tocar l'obra Spring Festival. A més a més, la compositora va fundar, amb la seva companya Elizabet Sprague Coolidge i d'altres, la Chamber Music Society of Washington. També, amb la pianista i compositora Amy Beach, van ajudar a fundar la Society of American Women Composers. Mary Howe va ser la primera dona del Departament de Música de la Facultat de Nova York. Al final de la seva carrera professional, la compositora també va actuar en el consell del Centre Cultural Nacional, més tard anomenat Centre Kennedy per a les Arts Escèniques.

## Avaluació
Mary Howe va ser una compositora important en el món de les dones músiques. Va ser una dona popular, però alhora progressista. En la seva època era la figura femenina musical a la zona de Washington. No sols va ser important per aquest fet, sinó per defensar la cultura americana creant institucions com la National Symphony orquestra of Washington o la Chamber Music Society of Washington. Quant a la seva música, fins i tot Leopold Stokowski va dir que l'obra Sand li va fer veure una nova concepció del staccato. Una altra innovació va ser la de l'obra Stars, que tenia una cadència d'arpa inusual però apropiada.
Una altra raó per la qual va ser una gran compositora és que el seu treball orquestral va ser interpretat per l'Orquestra Simfònica Nacional, l'Orquestra de Filadèlfia, la Filharmònica de Nova York, la Filharmònica de Viena, les orquestres NBC i BBC i moltes altres orquestres als Estats Units, Europa i Amèrica del Sud. A més a més, les seves composicions van ser gravades i emeses per RCA, Columbia, CRI i l'emissora de ràdio Washington WCFM. Fins i tot, la música de Howe va ser publicada per Schirmer, Carl Fischer, Composers Press Inc., Galaxy Corporation i Oxford University.
La música de Mary Howe, la podem considerar d'estil conservador. Tot i que l'harmonia i la melodia s'inspiren en el passat, també va cap al més contemporani. Tres de les seves obres són poemes tonals i demostren la seva capacitat per orquestrar. Un exemple és l'obra Castellana, o The three pieces after Emily Dickinson, que es una obra inspirada ens els últims versos dels seus poemes, i Sand, una expressió de com la sorra es dispersa a la costa. Amb tot això, cal remarcar l'organització per a la interpretació i l'expressió artística que tenia la compositora.

## Obra

### Corals
Catalina, 1924; Chain Gang Song, 1925; Cavaliers, 1927, unpublished; Spring Pastoral, 1936; Laud for Christmas, 1936; Robin Hood's Heart, 1936, unpublished; Christmas Song, 1939; Song of Palms, 1939; Song of Ruth, 1939; Williamsburg Sunday, 1940; Prophecy, 1943; A Devotion, 1944; Great Land of Mine, 1953; Poem in Praise, 1955, unpublished; The Pavilion of the Lord, 1957, unpublished; Benedictus es Domine, 1960, unpublished; We Praise thee O God, 1962, unpublished

### Cançons
Old English Lullaby, 1913; Somewhere in France, 1918; Cossack Cradle Song, 1922; Berceuse, 1925; Chanson Souvenir, 1925; O Mistress Mine, 1925; The Prinkin' Leddie, 1925; Reach, 1925; Red Fields of France, 1925; Ma douleur, 1929; Ripe Apples, 1929; There has Fallen a Splendid Tear, 1930; Der Einsame, 1931; Liebeslied, 1931; Mailied, 1931; Schlaflied, 1931; Abendlied, 1932, unpublished; Avalon, 1932; The Little Rose, 1932; The Rag Picker, 1932; The Lake Isle of Innisfree, 1933; Fair Annet’s Song, 1934; Herbsttag, 1934 Little Elegy, 1934; Fragment, 1935; Now goes the light, 1935; Velvet Shoes, 1935; Go down Death, 1936; A Strange Story, 1936; Départ, 1938, unpublished; Soit, 1938; Viennese Waltz, 1938; Irish Lullaby, 1939, unpublished; You, 1939; Am Flusse, 1940; Die Götter, 1940; Heute geh’ ich, 1940; Die Jahre, 1940; Ich denke dein, 1940; Trocknet nicht, 1940, unpubd; Zweiful, 1940; The Bird's Nest, 1941; General Store, 1941; Horses of Magic, 1941; Song at Dusk, 1941 Traveling, 1941, unpublished; Were I to Die, 1941, unpubd; L'amant des roses, 1942; Mein Herz, 1942; Men, 1942; Nicht mit Engeln, 1942; Hymne, 1943; In Tauris, 1944; Look on this horizon, 1944, unpublished; To the Unknown Soldier, 1944; Lullaby for a Forester’s Child, 1945; Rêve, 1945; O Proserpina, 1946; Spring Come not too Soon, 1947; The Christmas Story, 1948; The Bailey and the Bell, 1950; Horses, 1951; Einfaches Lied, 1955, unpublished; My Lady Comes, 1957; Three Hokku, 1958

### Altres treballs
Orch: Poema, 1922; Stars, 1927 (New York, 1963); Sand, 1928 (New York, 1963); Castellana, 2 pf, orch, 1930; Dirge, 1931; Axiom, 1932; American Piece, 1933; Coulennes, 1936; Potomac River, 1940; Paean, 1941; Agreeable Ov., 1948; Rock, 1954 (New York, 1963); The Holy Baby of the Madonna, 1958 Chbr: Fugue, str qt, 1922; Sonata, D, 1922 (New York, 1962); Ballade Fantasque, 1927; 3 Restaurant Pieces, 1927; Little Suite, str qt, 1928; Pf Qnt, 1928; Suite mélancolique, 1931; Patria, 1932; Quatuor, str qt, 1939; 3 Pieces after Emily Dickinson, str qt, 1941; Interlude between 2 Pieces, fl, pf, 1942; Wind Qnt, 1957 Pf (pubd unless otherwise stated): Andante douloureux, 1910; Nocturne, 1913 (New York, 1925); Prelude, 1920; Valse dansante, 2 pf, 1922, unpublished; Berceuse, 1924 (New York, 1925); Estudia brillante, 1925, unpublished; 3 Spanish Folk Tunes, 2 pf, 1925 (New York, 1926); Whimsy, 1931; Stars, 1934; Trifle, 1935, unpublished; Cards, ballet, 2 pf, 1936, unpublished; Le jongleur de Notre Dame, ballet, 2 pf, 1959, unpublished Org: Elegy, 1939, published; For a Wedding, 1940, unpublished Also transcrs. of works by J.S. Bach for 1 and 2
Publicadors principals: Oliver Ditson, Edition Musicus, Carl Fisher, Galaxy, H. W. Gray, Mercury Music, OUP, C. F. Peters, E. C. Schirmer, G. Schirmer.